# 宮城県道105号越河角田線
宮城県道105号越河角田線（みやぎけんどう105ごう こすごうかくだせん）は、宮城県白石市の国道4号と宮城県角田市の国道113号を結ぶ一般県道である。

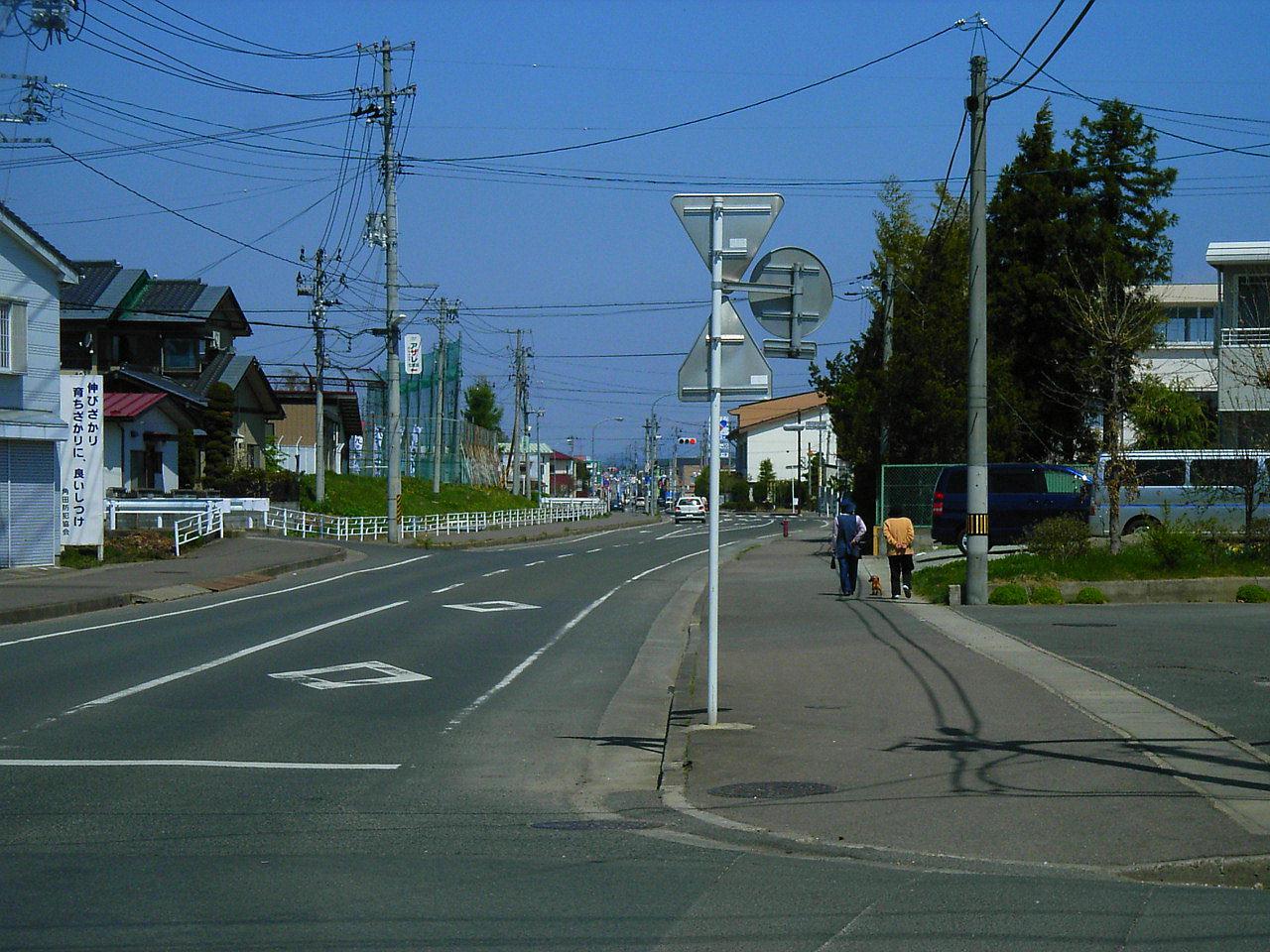
角田市内。角田高等学校前（2005年4月）

## 概要
白石市の南端である越河地区を起点とし、伊具郡丸森町西部の耕野地区、大張地区、角田市小田地区などを経て、角田市中心部へと至る道筋を描く。

### 路線データ
- 起点：宮城県白石市越河（白石市越河交差点＝国道4号交点）
- 終点：宮城県角田市（交差点＝国道113号交点）
- 実延長：24.0388 km[1]

## 路線状況
ほぼ全線が阿武隈高地北部にあたる典型的な山間を行くため、一部の例外的な場所を除いて道幅が非常に狭く、急カーブや急坂が連続する区間なども存在する。また交差点での右左折や、当道と同じ規格を持つ道路が分岐する際に、何らの表示がされない場合も多い。
こうした道路状況のため、特に狭隘な区間が連続する、起点の白石市越川平字宮ノ脇から伊具郡丸森町耕野字金井下（宮城県道106号川前白石線接続点）までの3.8km区間については、「幅2メートル重さ6トンを越える車に対して通年で通行止規制」がかけられているほか、閉鎖こそされないものの、冬季には非常に慎重な通行が求められる事となる。
2008年（平成20年）2月26日に角田市小田地区において橋の架け替えが行われ、同時に一部ルートが変更。以前は離合さえ困難だった集落の中の道が、片側一車線の走りやすい道へ改良するなど、整備は進みつつある。しかしこのような改良がなされた区間は一部に過ぎず、全体を見れば幹線道路としての利便性は未だ低い状態にあると言える。そのため起・終点付近を連絡する場合においても、国道113号など他の道路が迂回路として利用される場合が多い。

### 重複区間
- 宮城県道106号川前白石線（丸森町耕野）
- 宮城県道24号白石丸森線（丸森町大張大蔵）

## 地理

### 通過する自治体
- 宮城県
  - 白石市 - 伊具郡丸森町 - 角田市

### 交差する道路
- 国道4号（白石市越河五賀 白石市越河交差点）
- 宮城県道106号川前白石線（丸森町耕野）※一部重複
- 宮城県道24号白石丸森線（丸森町大張大蔵）※一部重複
- 隈西広域農道（角田市角田市小田長江-小田福田）※一部重複
- 国道113号（角田市角田幸町 幸町交差点）

### 沿線
- JR東北本線 越河駅
- 丸森町立耕野小学校（丸森町耕野）
- 丸森町立大張小学校（丸森町大張川張）
- 宮城県角田高等学校（角田市角田牛舘）
- 角田市立角田中学校（角田市角田牛舘）
- 角田市立角田小学校（角田市角田牛舘）
- 阿武隈急行線 角田駅
- 角田市役所